# Mathieu Bodmer
Mathieu Bodmer (ur. 22 listopada 1982 w Évreux) – były francuski piłkarz występujący na pozycji środkowego pomocnika lub środkowego obrońcy.

## Kariera klubowa
Profesjonalną karierą Bodmer zaczynał w sezonie 1997–98 w klubie ALM Évreux. Po roku zdecydował się na transfer do silniejszego SM Caen, w którym grał 5 lat. Wypromował się na tyle dobrze, że w 2003 roku Lille OSC wydało na niego milion euro. W debiutanckim sezonie w Ligue 1 zagrał w 33 meczach i strzelił 2 gole, a Lille zakończyło sezon na 2. miejscu w tabeli, za Olympique Lyon. W sezonie 2004–2005 grał w Lidze Mistrzów, gdzie wraz z kolegami zdołał wyeliminować Manchester United. Po tak dobrych występach Francuzem zainteresował się Arsenal, jednak prezydent klubu, Michel Seydoux, postawił veto i wobec tego Bodmer jeszcze przez sezon grał w Lille, z którym miał podpisany kontrakt do 2011 roku. Jednak latem 2007 Olympique Lyon wyłożył za niego 6,5 miliona euro i zawodnik przeszedł do tego klubu jako jeden z pierwszych nabytków przed sezonem 2007/2008. W debiutanckim sezonie Francuz rozegrał 34 mecze i wywalczył tytuł mistrza kraju.
4 lipca 2010 podpisał trzyletni kontrakt z Paris Saint-Germain F.C. W nowym klubie zadebiutował 7 sierpnia w wygranym 3:1 meczu Ligue 1 z AS Saint-Étienne.
31 stycznia 2013 roku, przeszedł na zasadzie wypożyczenia do AS Saint-Étienne.
W sierpniu 2013 roku Bodmer przeniósł się do OGC Nice na zasadzie wolnego transferu. Następnie grał jeszcze w En Avant Guingamp i Amiens SC, a w 2020 roku zakończył karierę w wieku 37 lat.
| Sezon   | Klub                     | Kraj    | Rozgrywki  | Mecze | Bramki | Rozgrywki Europy                    | Mecze | Bramki |
| ------- | ------------------------ | ------- | ---------- | ----- | ------ | ----------------------------------- | ----- | ------ |
| 2000/01 | SM Caen                  | Francja | Division 2 | 25    | 0      | –                                   | –     | –      |
| 2001/02 | SM Caen                  | Francja | Division 2 | 29    | 2      | –                                   | –     | –      |
| 2002/03 | SM Caen                  | Francja | Ligue 2    | 26    | 2      | –                                   | –     | –      |
| 2003/04 | Lille OSC                | Francja | Ligue 1    | 33    | 2      | –                                   | –     | –      |
| 2004/05 | Lille OSC                | Francja | Ligue 1    | 35    | 4      | Liga Europy UEFA                    | 10    | 1      |
| 2005/06 | Lille OSC                | Francja | Ligue 1    | 35    | 4      | Liga Mistrzów UEFA Liga Europy UEFA | 6 4   | 0 1    |
| 2006/07 | Lille OSC                | Francja | Ligue 1    | 32    | 8      | Liga Europy UEFA                    | 7     | 0      |
| 2007/08 | Olympique Lyon           | Francja | Ligue 1    | 37    | 6      | Liga Mistrzów UEFA                  | 5     | 0      |
| 2008/09 | Olympique Lyon           | Francja | Ligue 1    | 17    | 0      | Liga Mistrzów UEFA                  | 3     | 0      |
| 2009/10 | Olympique Lyon           | Francja | Ligue 1    | 14    | 1      | Liga Mistrzów UEFA                  | 4     | 0      |
| 2010/11 | Paris Saint-Germain F.C. | Francja | Ligue 2    | 28    | 5      | Liga Europy UEFA                    | 8     | 2      |
| 2011/12 | Paris Saint-Germain F.C. | Francja | Ligue 1    | 31    | 1      | Liga Europy UEFA                    | 7     | 2      |
| 2012/13 | Paris Saint-Germain F.C. | Francja | Ligue 1    | 4     | 0      | Liga Mistrzów UEFA                  | 1     | 0      |
| 2012/13 | AS Saint-Étienne (wyp.)  | Francja | Ligue 1    | 14    | 2      | –                                   | –     | –      |
| 2013/14 | OGC Nice                 | Francja | Ligue 1    | 27    | 2      | Liga Europy UEFA                    | 0     | 0      |
| 2014/15 | OGC Nice                 | Francja | Ligue 1    | 11    | 1      | –                                   | –     | –      |
| 2015/16 | OGC Nice                 | Francja | Ligue 1    | 19    | 1      | –                                   | –     | –      |
| 2016/17 | OGC Nice                 | Francja | Ligue 1    | 12    | 0      | Liga Europy UEFA                    | 4     | 0      |
| 2016/17 | En Avant Guingamp        | Francja | Ligue 1    | 10    | 0      | –                                   | –     | –      |
| 2017/18 | Amiens SC                | Francja | Ligue 1    | 13    | 1      | –                                   | –     | –      |
| 2018/19 | Amiens SC                | Francja | Ligue 1    | 26    | 1      | –                                   | –     | –      |
| 2019/20 | Amiens SC                | Francja | Ligue 1    | 9     | 1      | –                                   | –     | –      |

## Kariera reprezentacyjna
Bodmer grał w reprezentacjach młodzieżowych Francji U-18 i U-21 oraz w zespole Francji B.